# 依克唐阿
依克唐阿（转写：Iktangga；1834年—1899年），字堯山，扎拉里氏（漢譯姓張），滿洲鑲黃旗人，晚清軍事人物，勇號法什尚阿巴圖魯，諡誠勇。

## 生平
生於吉林伊通馬家屯。早年從軍，隨副都統開隆阿入關，從征江南，討伐捻軍。敗張洛行於大回村、濉溪口，屢著戰績，積勳升至佐領。同治初年，馬賊陷伊通，依克唐阿以少襲眾，斬馬賊劉果發等，又破昌圖，攻克劉家店，復長春廳。同治五年（1866年），遷協領，賜號法什尚阿巴圖魯（誠勇的意思）。
同治8年（1869年），墨爾根（今黑龍江嫩江）副都統。光緒二年（1876年）任黑龍江副都統。光緒五年（1879年），移呼蘭，任呼蘭副都統。光緒六年（1880年），因母憂解職。這時俄國對議改《伊犁條約》不滿，烏里雅蘇臺參贊喜昌知依克唐阿深諳戰術，請旨就近招募獵戶守衛琿春。依克唐阿遂募兵五千擇隘分守，並親自率師駐守琿春。琿春是清廷邊陲重鎮，俄國多次窺伺海參崴，清廷議設立副都統鎮守琿春，於是依克唐阿又改調琿春副都統。光緒十年（1884年），被命佐吉林軍事。光緒十五年（1889年），擢黑龍江將軍。
光緒二十年（1894年），甲午戰爭爆發，日軍攻佔平壤，全據朝鮮，並渡鴨綠江西進。依克唐阿在上游抵禦日軍。一面山一戰，依軍左翼被日軍擊潰，右翼統領永山遇伏陣亡，依克唐阿保餘軍撒退，責令革職以圖後効。光緒二十一年（1895年），日軍陷海城，遼西危急，清廷令長順守遼陽、依克唐阿助戰，並發帑金五十萬兩濟依軍。清軍決議以攻爲守進取海城，但五攻海城失敗。
甲午戰後，依克唐阿上練兵隊、築礮臺、造鐵路、製槍械、開礦產、治團練六事，清廷以礦政要緊，敕妥籌開採。光緒二十一年（1895年），晉頭品秩，授鑲黃旗漢軍都統。同年秋天，遷盛京將軍，任內打擊貪污，整頓營制、釐稅，一年間增餉銀數十萬兩，並撤還金州奉軍，杜絕俄國藉口，境內稱治。光緒二十五年（1899年），逝世，諡誠勇，予建祠。

## 延伸阅读
[在维基数据编辑]
 《清史稿·卷461》，出自趙爾巽《清史稿》